# 申文
申文（もうしぶみ）は、個人が朝廷及び所属官司に提出する上申の文書様式。本来は申状と同義語であったが、後に公家・官人が天皇及び太政官に対する官位申請及び政務に関する上申文書、特に前者に限定した意味で用いられるようになった。

## 概要
解から派生した文書であるとされ、初期の書出を「某（差出人）解 申進申文事」あるいは「某解 申何ル事」、書止「以解」あるいは「謹解」の形式が採られた。後世になると、書出を「某言上」、書止「仍言上如件」の形式が用いられるようになる。また、天皇に対する申文の中には奏の系統に属する（書出・書止ともに「誠惶誠恐謹言」とし、冒頭に差出人名、末尾に年月日及び差出人の官位姓名を記す）形式を採るものもある。
平安時代前期には朝廷の政策に対する官司職員や国司の報告文や新規の提案・申請などを申文の形式で上申されることが多かった。だが、官司請負制への移行とともに政務的な申文は見られなくなり、もっぱら残された官位申請や転任・延任などを求める申文のみが用いられるようになる。こうした申文は官司や国司、または公家・官人個人より太政官や天皇に提出された。個人が出す申文には天皇に上申する奏状をより丁重な形式にした款状と呼ばれる特殊な形式が用いられ、叙位任官の先例や古典の名文を引用しながら叙位・任官の正当性を説く内容が記された。このため、除目や叙位が近づくと、文章に優れた人物に代筆を依頼する例や実際に完成した申文を天皇の側近や天皇の許に出入りする女官などに依頼して天皇への取次を求めることが行われた。また、除目や叙位の実務を担当する上卿や執筆役の公卿などに依頼する例もあった。年給の権利を持つ者が家司や側近を推挙する場合に作成される簡略な挙達状や申請状と呼ばれる書式もあった。天皇に提出された申文は勅旨とともに上卿や執筆役に下された。天皇の特別な意向が無い場合には外記による審査を受けた上で官位決定の是非を天皇に奏聞して決定された。こうした申文は幕末まで公家社会では続けられた。

## 備考
- 一条天皇の時、藤原為時（紫式部の父）の出した申文を評価した天皇は彼を大国の格式である越前守に任命した。
- 藤原定家の申文も伝えられており、本人による写文（建仁2年（1202年）のものと推定される）が東京国立博物館に、また本人による草案（承久3年（1221年）のものと推定される）は冷泉家時雨亭文庫に保管されており、ともに重要文化財に指定されている。
- 官職に恵まれず苦しい生活を送っていた官人の中には、相当の収入が期待できる国司（受領）の地位を切望する余り大胆な内容の申文をする者もいた。康保4年（967年）の平兼盛は、「一国の司になれば財産も蓄えることができ、楽しい思いが出来る」と記し、天禄4年（973年）の藤原篤茂は、「淡路国は一小国にすぎないから、なにも立派な人物をえらぶ必要もないでしょう」と記し、長徳2年（996年）の大江匡衡は、「自分の家は荒れ果て、雨漏りもします。年老いた母がかわいそうです……（儒者を受領に起用しないのは）学問を軽んじている証拠です」と記している[1]。